# Realizm (kinematografia)
Realizm – technika przedstawiania świata filmowego, wywołująca u widza wrażenie wiernego odzwierciedlenia rzeczywistości.
Pojęcie realizmu ewoluowało na przestrzeni lat. Jak pisała Alicja Helman, realizm „kojarzy się bądź z nowatorstwem poczynań twórców, którym udało się zbliżyć do rzeczywistości bardziej niż ich poprzednikom, bądź łączy się z prawdopodobieństwem – wiarygodnością opowiadania, spójnością przedstawiania”. Różni teoretycy filmowi inaczej pojmowali realizm. Przykładowo, André Bazin upatrywał ziszczenia się konwencji realistycznej w dziełach włoskiego neorealizmu, którego dzieła przedstawicielskie obsadzały w głównych rolach aktorów-naturszczyków oraz były kręcone w naturalnych plenerach. Z kolei Siegfried Kracauer uznawał za „realistyczny” dokumentalny nurt kinowy cinema direct, wykorzystujący ujęcia „z ręki” i portretujący na żywo autentyczne wydarzenia. Innym razem wśród przedstawicieli kina realistycznego umieszczano np. kino moralnego niepokoju, kino braci Dardenne albo – w skrajnej i niekiedy nieuzasadnionej interpretacji – twórczość Dogmy 95 oraz Wojciecha Smarzowskiego.
Typowymi środkami wyrazu wzmacniającymi realizm w kinematografii są długie ujęcia, głębia ostrości, jazdy kamery, rezygnacja z montażu ciętego oraz trików filmowych. Za odmiany realizmu filmowego często uznaje się realizm społeczny (portretujący życie niższych warstw społecznych, np. kino Kena Loacha) lub realizm magiczny (używający technik filmowych typowych dla realizmu zmieszanych z elementami fantasy, np. kino Guillermo del Toro).